# 물 좀 주소 (영화)
"물 좀 주소"는 2009년에 개봉한 대한민국의 영화이다.

## 캐스팅
- 이두일 : 구창식 역
- 류현경 : 곽선주 역
- 강인형 : 심수교 역
- 김익태 : 조을상 역
- 권혁풍 : 홍 차장 역
- 김병춘 : 권종기 역
- 홍지민 : 하나 역
- 문호진 : 진수완 역
- 정승길 : 노찬수 역
- 주인영 : 조경주 역
- 박현영 : 현숙 역
- 성정선 : 주인아줌마 역
- 우상전 : 창식 부 역
- 김도균 : 한서신용정보 추심원 역
- 윤가현 : 배치기 아줌마 역
- 정대용 : 변소남 역
- 최민영 : 고기 역
- 전세홍 : 어진 역
- 양익준 : 공원 1 역
- 손상경 : 공원 2 역
- 김영태 : 공원 3 역
- 이철희 : 룸웨이터 역
- 황춘하 : 룸까불이 역
- 박정우 : 레코드가게주인 역
- 김미경 : 커피아줌마 역
- 손병호 : 피 사장 역 (특별출연)
- 안내상 : 소 부장 역 (특별출연)
- 박명신 : 조 사장 처 역 (특별출연)
- 추귀정 : 정원선 처 역 (특별출연)